# دوجنگان مرغک
دوجنگان، روستایی از توابع بخش مرکزی شهرستان بم در استان کرمان ایران است.
این روستا دارای درختان گردو و چنار با قدمت بیش از ۳۰۰ سال است. 

## جمعیت
این روستا در دهستان دهبکری قرار دارد و براساس سرشماری مرکز آمار ایران، جمعیت آن حدود سی خانوار بوده‌است.